# Hubert Windisch
Hubert Windisch (* 4. März 1949) ist ein deutscher römisch-katholischer Pastoraltheologe.

## Leben
Hubert Windisch wuchs im oberpfälzischen Pottenstetten auf. Er studierte katholische Theologie, unter anderem in Rom, und wurde am 10. Oktober 1974 in Rom zum Priester geweiht. Er promovierte im Fach Moraltheologie an der Päpstlichen Universität Gregoriana und habilitierte sich an der Universität Regensburg für das Fach Pastoraltheologie. Von 1988 bis 1992 war er Privatdozent und Lehrbeauftragter an der Theologischen Fakultät der Universität Regensburg. Danach war er von 1992 bis 1997 als Hochschullehrer an der Katholisch-Theologischen Fakultät der Universität Graz als Professor für Pastoraltheologie tätig. 1997 wechselte er an die Theologische Fakultät der Universität Freiburg, wo er Pastoraltheologie lehrte. Seit dem 1. April 2012 ist Windisch emeritiert.
Hubert Windischs pastoraltheologische Arbeit galt in den letzten Jahren der Frage nach der Seelsorge unter den Bedingungen einer sich rasant verändernden Gestalt der Kirche. Dabei plädierte er für eine „einfache Seelsorge“, die sich darauf besinne, die Menschen zu Jesus Christus als der Mitte des christlichen Glaubens zu führen. Dem diente auch sein Projekt Einfach(er)e Seelsorge. Das Pfarrprojekt Paroikia.
Windisch erregte 2010 mediales Aufsehen aufgrund seiner öffentlichen Aussagen zum sexuellen Missbrauch Minderjähriger durch katholische Kleriker, indem er zum Ausdruck brachte, die kirchlichen Missbrauchsfälle durch Geistliche hätten „fast ausschließlich einen homosexuellen Hintergrund“. Ohne sich der Unvereinbarkeit von Homosexualität und Weiheamt zu stellen, könne „der hauptsächliche Grund für kirchliche Missbrauchsfälle“ nicht behoben werden. Die Fachschaft der römisch-katholischen Theologie an der Universität Freiburg bat Windisch daraufhin in einem offenen Brief, er möge seine Aussagen öffentlich klarer darlegen oder korrigieren, da sie „einem offenen, wissenschaftlich fundiertem Dialog nicht zuträglich“ erschienen.
Auf dem rechtskatholischen Portal kath.net schrieb Windisch 2015 unter dem Titel „Deutschland kaputt“, dass es sich bei der Flüchtlingskrise in Wirklichkeit um eine „humanitär kaschierte Selbstzerstörung Deutschlands“ handele. Unter Bezug auf Thilo Sarrazin warnte er darin vor den angeblichen Folgen der „kriegerischen wie nichtkriegerischen Ausbreitung des Islam“ und bezichtigte Bundespräsident Joachim Gauck des „Verrats am eigenen Volk“, falls dieser tatsächlich gesagt habe, „es wäre von Vorteil, wenn sich noch mehr Menschen als bisher von dem Bild einer Nation lösen, die sehr homogen ist, in der fast alle Menschen Deutsch als Muttersprache haben, überwiegend christlich sind und hellhäutig“. In einem Offenen Brief „an die deutschen Bischöfe (nicht an meinen Diözesanbischof Rudolf Voderholzer und einige seiner Mitstreiter gerichtet)“ schrieb er 2025, in Deutschland ereigne sich ein „Umbau in eine rot-rot-grüne Gesinnungsdiktatur“. Zudem meinte er feststellen zu können, dass Bundeskanzler Friedrich Merz, Georg Bätzing „und Co“ sich „in die Zone der Tatstrafe der Exkommunikation begeben“ hätten.
Windisch lebt seit 2021 wieder in Burglengenfeld.

## Veröffentlichungen (Auswahl)
- Handeln in Geschichte. Ein katholischer Beitrag zum Problem des sittlichen Kompromisses, Regensburger Studien zur Theologie 24, Frankfurt/M. 1981.
- Kompromisse um der Liebe willen? Spielregeln des Lebens Nr. 6, Freiburg/Schweiz – Mödling bei Wien 1981.
- Sprechen heißt Lieben. Eine praktisch-theologische Theorie des seelsorgerlichen Gesprächs, Studien zur Theologie und Praxis der Seelsorge 1, Würzburg 1989, ²1989.
- Seelsorge für die Menschen. Die Erneuerung der Pastoral durch das seelsorgerliche Gespräch. Perspektiven für die Seelsorge 1, Würzburg 1989.
- Sexualität und Glaube. Hilfen zur Ehepastoral, Regensburg 1990.
- Pastoraltheologische Zwischenrufe, Würzburg 1998.
- Laien – Priester. Rom oder der Ernstfall. Zur Instruktion zu einigen Fragen über die Mitarbeit der Laien am Dienst der Priester, Würzburg 1998.
- Minima Pastoralia. Orientierungshilfen für die Seelsorge, Würzburg 2001.